# Жолиня
Жолиня (пол. Żołynia) — село в Польщі, у гміні Жолиня Ланьцутського повіту Підкарпатського воєводства.
Населення — 5188 осіб (2011).

## Географія
Село розташоване за 15 кілометрів на північний схід від центру повіту міста Ланьцут і 28 кілометрів на північний схід від центру воєводства — міста Ряшева.

## Історія
За податковим реєстром 1589 р. село входило до Тичинського округу Перемишльської землі Руського воєводства, у селі було 20 ланів (коло 500 га) оброблюваної землі, 2 корчми, млин, 22 загородники, 10 коморників з тягловою худобою і 10 без неї..
У 1772-1918 рр. Жолиня у складі Австро-Угорської монархії, у провінції Королівство Галичини та Володимирії. Відповідно до «Географічного словника Королівства Польського» в 1895 році були містечко Жолиня і два села — Жолиня Горішня й Долішня, які належали до Ланьцутського повіту, у містечку було 199 будинків і 1834 жителі (678 римо-католиків, 80 греко-католиків, 5 протестантів і 1071 юдей), а в селах та фільварку графа Потоцького — 810 будинків і 4154 жителі (4061 римо-католик, 28 греко-католиків і 65 юдеїв). Українці-грекокатолики належали до парафії Дубно Каньчузького деканату Перемишльської єпархії. На той час унаслідок латинізації та полонізації українці лівобережного Надсяння опинилися в меншості.
Востаннє греко-католики в Жолині фіксуються в шематизмі 1914 р.
У міжвоєнний період село входило до Ланьцутського повіту Львівського воєводства, в 1934-1939 рр. було адміністративним центром ґміни Жолиня.
У 1975-1998 роках село належало до .

## Демографія
Демографічна структура станом на 31 березня 2011 року:
|          | Загалом | Допрацездатний вік | Працездатний вік | Постпрацездатний вік |
| -------- | ------- | ------------------ | ---------------- | -------------------- |
| Чоловіки | 2540    | 588                | 1688             | 264                  |
| Жінки    | 2648    | 542                | 1509             | 597                  |
| Разом    | 5188    | 1130               | 3197             | 861                  |